# Заключённые (мультфильм, 1930)
«Заключённые» (англ. The Chain Gang) — двадцать первый мультфильм с участием Микки Мауса. Чёрно-белый музыкальный комедийный фильм Walt Disney Productions. Премьера в США 6 августа 1930 года.

## Сюжет
Микки Маус и заключённые под охраной котов-полицейских идут разбивать булыжники. Когда сторож Пит засыпает, Микки берёт свою гармошку и начинает играть разные мелодии. Все заключённые весело танцуют, но когда Пит просыпается, то начинается настоящий обстрел из пулемётов. Заключённые в панике пытаются убежать от пуль. Микки удаётся преодолеть каменную стену и убежать из заключения. За Микки начинает гоняться кот с двумя свирепыми псами. Микки убегая от собак, оседлает коней и убегает от погони. Но лошади сбрасывают его из обрыва и Микки кувырком падает за решётку к двум заключённым-псам и весело поёт с ними.
Среди заключённых были видны Кларабель Кау, Поросёнок Пэдди, кот Нипп и прочие безымянные персонажи

## Роли озвучивали
- Уолт Дисней — Микки Маус
- Пинто Колвиг — Пит (Дисней)

## Награды
Микки Маус получил звезду на аллее славы в Голливуде.

## Отзыв критика
Норман Фергюсон (Ферджи) стал легендой среди мультипликаторов благодаря своей шероховатой, но живой анимации Плуто.

Именно Фергюсон первым нарисовал Плуто в образе ищейки в фильме 1930 года из серии о Микки Маусе «The Chain Gang» (Заключённые).
— Леонард Молтин «О мышах и магии. История американского рисованного фильма» с.74,82-84